# Solana
Solana — публічна блокчейн-платформа з можливостями смарт-контрактів, один із головних конкурентів блокчейну Ethereum. Станом на 06 листопада 2024 року Solana займає 4-те місце серед криптовалют за об'ємом капіталізації.

## Історія
Проект Solana описаний Анатолієм Яковенком у «білій книзі», опублікованій в листопаді 2017 року. У ній було представлено техніку під назвою «доказ історії» (Proof-of-History, PoH). 16 березня 2020 року було створено перший блок Solana.
У вересні 2020 року Tether оголосив про доступність на Solana. У січні 2021 року Circle випустив USDC на Solana.
У червні 2021 року проект Solana зібрав 314 мільйонів доларів за допомогою Andreessen Horowitz.
У вересні 2021 року журналіст Bloomberg Джоанна Оссінгер описала Solana як «потенційного довгострокового конкурента Ethereum», посилаючись на вищу швидкість транзакцій і нижчі витрати.
У грудні 2021 року Меланія Трамп опублікувала свій перший NFT на Solana, який продавався за 1 SOL. Представник Solana заявляє, що це не ініціатива Solana.
20 лютого 2022 року музичний фестиваль Coachella використала NFT Solana, щоб запропонувати такі переваги, як VIP-доступ до фестивалю.
Протягом 2022 року блокчейн Solana пережив шість збоїв. На початку серпня 2022 року хакерам вдалося викачати цифрові гаманці в мережі Solana на суму 6 млн доларів. Для цього хакери використали вразливість у мережі Solana.
У листопаді 2022 року Google оголосила, що стала валідатором Solana. Того ж місяця ціна Solana впала на 40 % за один день, після кризи ліквідності FTX через продаж Alameda Research, причому Solana є другим за величиною холдингом Alameda. На той час FTX володів токенами Solana на суму 982 мільйони доларів. За 2022 рік Solana втрачає у вартості понад 50 мільярдів доларів, тобто 96 % від його вартості.
У грудні 2022 року криптовалюта підскочила на 23 % після твіту від співзасновника Ethereum Віталіка Бутеріна, у якому він пророкував «яскраве майбутнє» до блокчейну Solana.
У лютому 2023 року Def Jam і Universal Music Group підписали The Whales, гейміфіковану музичну групу для аватарів, створену навколо NFT Solana.
У січні 2025 року на платформі Solana було реалізовано токен $TRUMP, який дуже швидко набув популярності через зв'язок з обранням Дональда Трампа президентом США.

Protos AI (PRTS) — криптовалютний токен на базі блокчейну Solana, створений як частина децентралізованої платформи для виявлення та винагороди за знайдені вразливості в екосистемі Web3. Проєкт поєднує штучний інтелект, механізми DAO та відкриту економіку винагород із метою підвищення безпеки смарт-контрактів.

## Енергоспоживання
Відповідно до звіту Solana Foundation, одна транзакція Solana вимагає 0,51 Вт·год або 1 836 Дж. Для порівняння, один пошук у Google споживає близько 1 080 Дж. Отже, два пошуки в Google спожили б більше енергії, ніж одна транзакція в мережі Solana. Транзакція на Solana також вимагає в 24 рази менше енергії, ніж зарядка мобільного телефону. Транзакція споживає менше енергії, ніж світіння світлодіодної лампочки протягом години (близько 36 000 Дж), або робота протягом години з комп'ютером і монітором (близько 46 800 Дж).
Таким чином, ця криптовалюта буде «хорошим учнем» на екологічному рівні.